# Марта Бібеску
Княгиня Марта Бібеску (рум. Marta Bibescu), французький творчий псевдонім — Марта Бібеско (фр. Marthe Bibesco), уроджена Марта Лючія Лаховарь, княжна Маврокордат (рум. Marta Lucia Lahovary) (28 січня 1886, Бухарест — 28 листопада 1973, Париж) — румунська і французька письменниця, громадська діячка Румунії, власниця палацу Могошоая. Протягом усього життя вела щоденники, які склали у підсумку 65 томів.

## Біографія і творчість
Із знатного князівського роду Маврокордато, була особисто знайома з представниками відомих королівських династій. Кайзер Вільгельм II з моменту їх знайомства і протягом наступних 15 років писав їй досить палкі листи. У 17 років стала дружиною першого румунського авіатора, князя Георге Валентина Бібеску.
Під час подорожей по Європі стала публікувати подорожні нотатки, які привернули увагу європейських читачів. Романи з життя Румунії привернули увагу найбільших письменників Європи (Пруст, Рільке, Валері, Кокто, Макс Жакоб, Франсуа Моріак, Сент-Екзюпері та ін.), багато з яких стали її знайомими і друзями.
Під час Другої світової війни вела секретні переговори, спрямовані на вихід Румунії з війни. Після зайняття Бухареста радянськими військами покинула Румунію за дипломатичним паспортом. Жила в еміграції, продовжував літературну кар'єру. Дочка Валентина з чоловіком змогла покинути Румунію в 1958 р.

## Визнання
Лауреат кількох французьких літературних премій. У 1955 обрано іноземним членом Королівської академії французької мови і літератури Бельгії.